# Mariano Bombarda
Mariano Bombarda (né le 10 septembre 1972 à Cádiz) est un ancien footballeur argentin, né le 10 septembre 1972 en Espagne. Il évoluait au poste d'attaquant, pour l'essentiel de sa carrière dans le championnat néerlandais.

## Biographie
Bombarda a fait ses débuts professionnels avec le FC Groningue, en remplaçant Marcel Boudesteijn lors d'un match contre Heerenveen, le 26 août 1994.
Bombarda a également joué pour Metz, lors de la saison 1996-1997. Après seulement 12 matches joués pour le club grenat (et un seul but inscrit face à l'Olympique de Marseille), il retourne au FC Groningue dès le mois d'octobre 1996.
Il se relance ensuite au Willem II ou il joue 4 saisons, avant d'évoluer au Feyenoord Rotterdam et enfin à Tenerife ou il met fin à sa carrière en 2005.

## Reconversion
Bombarda travaille actuellement comme entraîneur de jeunes pour le club de Willem II.